# ويليام روبرتس (كاتب)
ويليام روبرتس (بالإنجليزية: William Roberts)‏ هو كاتب سيناريو أمريكي، ولد في 4 سبتمبر 1913 في لوس أنجلوس في الولايات المتحدة، وتوفي بنفس المكان في 5 مارس 1997 بسبب فشل تنفسي.

## وصلات خارجية
- ويليام روبرتس على موقع IMDb (الإنجليزية)
- ويليام روبرتس على موقع ألو سيني (الفرنسية)
- ويليام روبرتس على موقع أول موفي (الإنجليزية)
- ويليام روبرتس على موقع قاعدة بيانات الأفلام السويدية (السويدية)
- ويليام روبرتس على موقع قاعدة بيانات الفيلم (الإنجليزية)
- ويليام روبرتس على موقع كينوبويسك (الروسية)